# Lake Leelanau
Lake Leelanau es un lugar designado por el censo ubicado en el condado de Leelanau en el estado estadounidense de Míchigan. En el Censo de 2010 tenía una población de 253 habitantes y una densidad poblacional de 377,16 personas por km².

## Geografía
Lake Leelanau se encuentra ubicado en las coordenadas 44°58′51″N 85°42′59″O / 44.98083, -85.71639. Según la Oficina del Censo de los Estados Unidos, Lake Leelanau tiene una superficie total de 0.67 km², de la cual 0.66 km² corresponden a tierra firme y (1.54%) 0.01 km² es agua.

## Demografía
Según el censo de 2010, había 253 personas residiendo en Lake Leelanau. La densidad de población era de 377,16 hab./km². De los 253 habitantes, Lake Leelanau estaba compuesto por el 83% blancos, el 0.4% eran afroamericanos, el 10.67% eran amerindios, el 3.16% eran asiáticos, el 0% eran isleños del Pacífico, el 1.19% eran de otras razas y el 1.58% pertenecían a dos o más razas. Del total de la población el 10.67% eran hispanos o latinos de cualquier raza.